# Kościół Świętego Michała Archanioła w Błociszewie
Kościół Świętego Michała Archanioła w Błociszewie – zabytkowy kościół parafialny w Błociszewie, w powiecie śremskim, w województwie wielkopolskim.

## Historia
W 1408 dziedzice wsi, Jan i Mikołaj Błociszewscy wybudowali pierwszy kościół, który erygował Wojciech, herbu Jastrzębiec, biskup poznański. Znajdowały się w nim dwie kaplice, w których były groby rodzinne Błociszewskich i Krzyżanowskich.

## Architektura
Obecny obiekt wybudowany przed 1736 o drewnianej, słupowo-ramowej konstrukcji. W późnobarokowym ołtarzu głównym z połowy XVIII wieku umieszczony jest barokowy obraz Matki Boskiej z Dzieciątkiem, na ścianie bocznej wisi obraz św. Michała Archanioła. W rokokowych ołtarzach bocznych znajdują się: w prawym obraz św. Rodziny, a w lewym krucyfiks. Neorenesansowe witraże pochodzą z 1906. Do wyposażenia należą również: późnobarokowa chrzcielnica z XVIII wieku z rzeźbą św. Jana Chrzciciela, neorenesansowa ambona z 1906, ludowy krzyż procesyjny z XVIII wieku, organy z 1971.

## Kaplica Kęszyckich
Przy kościele stoi klasycystyczna kaplica grobowa rodu Kęszyckich. Na jej ścianach wmurowano następujące tablice pamiątkowe upamiętniające m.in.:
- Wojciecha Marię Kęszyckiego, ps. Monokl (ur. 30 maja 1922, zm. 20 lipca 2015) – żołnierza Armii Krajowej działającego w latach 1939–1945 w Warszawie i na Rzeszowszczyźnie,
- Marcina Wyród-Przyborowskiego (ur. 9 lutego 1899, zm. 1943) – doktora praw Uniwersytetu Jagiellońskiego, legionistę, uczestnika kampanii wrześniowej, więzionego przez sowietów na Litwie, zmarłego w drodze na zesłanie na Syberię,
- Florentynę z Kęszyckich Meysztowiczową z Rohożnicy koło Wołkowyska (ur. 1887, zm. 1964),
- Marię z Meysztowiczów Ksawerową Pruszyńską (ur. 1907, zm. 1984) – fundatorkę figury św. Rity z miejscowego kościoła,
- Daniela Kęszyckiego (ur. 1884, zm. 1936) – powstańca wielkopolskiego i śląskiego, konsula generalnego RP w Opolu w latach 1920–1922[9],
- Antoniego Kęszyckiego (ur. 1914, zm. 1939) – poległego w obronie Polski,
- Stefana Kęszyckiego (ur. 1918, zm. 1940) – zakatowanego przez Niemców w ich obozie koncentracyjnym w Mauthausen-Gusen,
- Józefę Kęszycką (ur. 1920, zm. 1942) – rozstrzelaną przez Niemców w ich obozie koncentracyjnym w Ravensbrück[10].

## Otoczenie
Przy kościele znajdują się stare groby, w których pochowano m.in.:
- ks. Wacława Jurgę (ur. 20 września 1910 w Donatowie, zm. 22 września 1959 w Paryżu), doktora teologii, profesora Polskiego Seminarium w Paryżu, więźnia niemieckich obozów koncentracyjnych w Dachau i Gusen, sprowadzonego do Polski 7 kwietnia 1960,
- ks. Marcelego Matuszewskiego (ur. 1875, zm. 1924) – lokalnego proboszcza,
- Michała Jurgę (ur. 3 września 1898, zm. 16 sierpnia 1920) – ułana z 1. Pułku Ułanów Wielkopolskich, poległego w bitwie pod Maciejowicami[10].